# Governatore del Rondônia
Il Governatore del Rondônia è il governatore dello Stato federato brasiliano del Rondônia.

## Elenco
| Ritratto | Nominativo                   | Mandato           |
| -------- | ---------------------------- | ----------------- |
|          | Valdir Raupp                 | 1995 - 1999       |
|          | José de Abreu Bianco         | 1999 - 2003       |
|          | Ivo Cassol                   | 2003 - 2010       |
|          | João Aparecido Cahulla       | 2010 - 2011       |
|          | Confúcio Moura               | 2011 - 2018       |
|          | Daniel Pereira               | 2018 (ad interim) |
|          | Marcos José Rocha dos Santos | 2019 - in carica  |